# Дајлеј (Долина Аосте)
Дајлеј је насеље у Италији у округу Долина Аосте, региону Долина Аосте.
Према процени из 2011. у насељу је живело 54 становника. Насеље се налази на надморској висини од 1027 м.